# Семёнов, Андрей Викторович
Семе́нов Андре́й Ви́кторович (род. 24 мая 1977, Москва) — российский продюсер.

## Карьера
- 2001 − 2002 гг. — ЗАО «ТНТ — Телесеть» (директор программы «Ночной канал»).
- 2002—2004 гг. — исполнительный директор ЗАО «Гала Концерт».
- 2004—2008 гг. — учредитель и руководитель телекомпании «Альфа-фильм».
- 2009—2016 гг. — учредитель и Генеральный директор компании «АВ Контент».
- С 2014 по н. в. соучредитель и Генеральный директор кинокомпании «ЛЕГИО ФЕЛИКС».

## Фильмография
Телесериалы
- «Музыка времени», исполнительный продюсер, сериал 2024 г. (Wink)
- «Регби», генеральный продюсер, сериал 2021 г. (more.tv, СТС)
- «Милиционер с Рублёвки», продюсер, сериал 2021 г. (ТНТ, PREMIER)
- «Перевал Дятлова», продюсер, сериал 2020 г. (ТНТ, PREMIER)
- «Мылодрама», продюсер, сериал 2019 г.(телеканал Пятница)
- «Полицейский с Рублёвки 3.2», исполнительный продюсер, сериал 2018 г. (Телеканал ТНТ)
- «Полицейский с Рублёвки 3», исполнительный продюсер, сериал 2018 г. (Телеканал ТНТ)
- «Полицейский с Рублёвки. Новогодний беспредел» (2018), генеральный продюсер. (прокат в кино)
- «Взрыв», продюсер, сериал 2017 г. (Телеканал НТВ)
- «Проклятие спящих», продюсер, сериал 2017 г. (Телеканал НТВ)
- «Полицейский с Рублевки в Бескудниково», исполнительный продюсер, сериал 2017 г. (Телеканал ТНТ)
- «Полицейский с Рублёвки», исполнительный продюсер, сериал 2016 г. (Телеканал ТНТ)

Документальные фильмы
- «Маргарита Терехова. Отцы и дети», 2015 г. (Первый канал)
- «Золото», 2015 г. (Первый канал)
- «Людмила Гурченко. Дочки-матери», 2014 г. (Первый канал)
- «Милла Йовович. Русская душой», 2014 г. (Первый канал)
- «Когда Америка была русской», 2013 г.[1]
- «Смех. Секретное оружие», 2013 г.(ТВ Центр)
- «Лунатики. Тайная жизнь», 2013 г.(ТВ Центр)
- «Драма на Памире. Приказано покорить», 2012 г. (Россия 1)
- «Пятая графа. Иммиграция», 2012 г. (Россия 1)
- «Две пули для Горбачева», 2012 г. (Россия 1)
- «IQ. Измеритель ума», 2012 г. (Россия 1)
- «Без вины виноватые», 2011 («ТВ Центр»)
- «Жаркое лето», 2010 г. (ОАО "ОХК «УРАЛХИМ»)
- «Белка, Стрелка и другие…», 2009 г. (Первый канал)
- «Лесные пожары», 2008 г. (Первый канал)
- «Не родись красивым…», 2007 г. (Первый канал)
- «Русские ракетки. Путь к успеху», 2007 г. (Первый канал)
- «Паркур. Укротители города», 2007 г. (Russia Today)
- «Волны-убийцы», 2007 г. («ТВ Центр»)
- «ГКЧП. Вид из космоса», 2007 г. («ТВ Центр»)
- "Потерянный «Мир», 2007 г. («ТВ Центр»)
- «Вампиры среди нас», 2007 г. (Первый канал)
- «Генерал Власов. История предательства», 2007 г. (т/к «Россия»)
- «Не родись красивой. Майя Булгакова», 2006 г. (т/к «Россия»)
- «Три полета Ники Турбиной», 2006 г. (Первый канал)
- «Тяжелый хлеб продюсера», 2006 г. (Первый канал)
- «Вундеркинды», 2006 г. (т/к «Россия»)
- «Игорь Тальков. Я вернусь», 2006 г. (т/к «Россия»)
- «Найти клад и умереть», 2006 г. (т/к «Россия»)
- «Ванга: Предсказание», 2006 г. (Первый канал)
- «Месть алтайской принцессы», 2006 г. (Первый канал)
- «В ледовом плену. „Красин“ возвращается», 2005 г. (т/к «Россия»)
- «Город слепых», 2005 г. (т/к «Россия»)
- «Спасти СССР. Версия Михаила Ботвинника», 2005 г. (т/к «Россия»)
- «Карельская история корейского Боинга», 2004 г. (Первый канал)
- «Авантюра века. Полет Матиаса Руста в Москву»,2004 г. (т/к «Россия»)
- «Балтийский мятеж. Саблин против Брежнева», 2004 г. (т/к «Россия»)
- «Два адмирала», 2004 г. (ГТРК «Владивосток»)

## Награды
- «Когда Америка была русской»

The 47th Annual WorldFest-Houston 2014

Bronze Remi win for «WHEN AMERICA WAS RUSSIAN»,

History & Archaeology.
2014 Canada International Film Festival

RISING STAR AWARD

«WHEN AMERICA WAS RUSSIAN»
- «Без вины виноватые»

Победитель в номинации «Гражданское общество» Международного фестиваля детективных фильмов «ДетективФЕСТ»
- «Не родись красивым…»

Бронзовая медаль Нью-йоркского фестиваля (NYF, Category: Human Relations, 2008)
- «Город слепых»

New York International Independent Film & Video Festival 2005 (official selection)

WT international film festival (Nominated for best documentary)

Bradford Film Festival (official selection)